# Liberia op de Olympische Zomerspelen 1980
Liberia was voornemens om met zeven atleten deel te nemen aan de Olympische Zomerspelen 1980 in Moskou, Sovjet-Unie. Na de openingsceremonie trok het West-Afrikaanse land zich echter terug, nadat kort daarvoor in eigen land een staatsgreep had plaatsgevonden onder leiding van sergeant Samuel Doe.
Afghanistan · Algerije · Andorra · Angola · Australië · België · Benin · Birma · Botswana · Brazilië · Bulgarije · Colombia · Congo-Brazzaville · Costa Rica · Cuba · Cyprus · Denemarken · Dominicaanse Republiek · Duitse Democratische Republiek · Ecuador · Ethiopië · Finland · Frankrijk · Griekenland · Groot-Brittannië · Guatemala · Guinee · Guyana · Hongarije · Ierland · IJsland · India · Irak · Italië · Jamaica · Joegoslavië · Jordanië · Kameroen · Koeweit · Laos · Lesotho · Libanon · Liberia · Libië · Luxemburg · Madagaskar · Mali · Malta · Mexico · Mongolië · Mozambique · Nederland · Nepal · Nicaragua · Nieuw-Zeeland · Nigeria · Noord-Korea · Oeganda · Oostenrijk · Peru · Polen · Portugal · Puerto Rico · Roemenië · San Marino · Senegal · Seychellen · Sierra Leone · Sovjet-Unie · Spanje · Sri Lanka · Syrië · Tanzania · Trinidad en Tobago · Tsjecho-Slowakije · Venezuela · Vietnam · Zambia · Zimbabwe · Zweden · Zwitserland